# ZEV Tech OZ9手槍
OZ9（全稱ZEV原創 9）是由美國ZEV科技設計及生產的模組化半自動手槍，為基於格洛克手槍的設計，發射9×19公釐魯格彈，標準彈匣為15／17發。

## 歷史
ZEV一直以來皆有生產格洛克手槍的滑套、槍管等配件。基於多年生產格洛克手槍配件的經驗，ZEV於2019年的SHOT Show和Triggrcon展出了完全由ZEV自行生產的OZ9手槍。
在SHOT Show 2020，ZEV推出了可用於格洛克19及OZ9C的19L（17長度）及19XL（34長度）滑套，以填補市場對於短底把長滑套手槍的需求。

## 設計
OZ9的基礎設計為第三代格洛克，但從格洛克手槍的底把-滑套兩部件設計更改為類似P320的握把-火控組-滑套三部件設計，其中附生產序號的部件由底把改為火控組，因此用戶可隨意更換不同握把。
OZ9的滑套採用了ZEV滑套的標準配置，包括後方的RMR安裝開口、滑套前部鋸齒紋等。握把上的彈匣釋放鈕則改為第四代格洛克的可左右互換彈匣釋放鈕，握把角度由格洛克的22度改為M1911手槍的18度。火控組的扳機與第三代格洛克相容，而火控組框架為4140合金鋼製，滑套導軌亦為格洛克手槍的三倍長，因此ZEV指OZ9會比格洛克手槍來得更精確。火控組前方露出握把外的部分則為皮卡汀尼導軌。
未來ZEV會推出更多不同顏色及尺寸的握把，以及不同長度的火控組和滑套。ZEV期望將來在分銷商的店裡，OZ9的不同部件能分開展示，而買家則按自身需求選購相應的部件，並組裝成一把適合自己的OZ9。

## 衍生型

### OZ9C
OZ9的緊湊型，基於第三代格洛克19，並非使用緊湊型尺寸握把的OZ9，滑套、槍管、握把無法與OZ9通用。

### OZ9競賽型
OZ9的競賽型，基於第三代格洛克34。

## 資料來源
1. ↑  . The Firearm Blog. 2019-07-27  [2019-09-21]. （原始内容存档于2019-09-21） （美国英语）.
2. ↑  . Ballistic Magazine. 2019-01-01  [2019-09-21]. （原始内容存档于2021-04-15） （美国英语）.
3. ↑  . Zev Technologies.   [2019-09-21]. （原始内容存档于2021-06-20） （美国英语）.
4. ↑  . Zev Technologies.   [2019-09-21]. （原始内容存档于2021-05-13） （美国英语）.